# Alfred E. Jackson
Alfred Eugene Jackson (11 januari 1807 –  30 oktober 1889) was tijdens de Amerikaanse Burgeroorlog een brigadegeneraal in het Confederate States Army. Voor de oorlog was hij een landbouwer, handelaar, molenaar en transporteur.

## Vroege jaren
Alfred E. Jackson werd geboren op 11 januari 1807 in Davidson County, Tennessee. Hij volgde les aan de Washington College Academy en Greeneville College (het huidige Tusculum University. Na zijn schooltijd werd hij landbouwer en handelaar. Hij bouwde een uitgebreid netwerk op met karren en boten om zijn producten aan de man te brengen.

## Amerikaanse Burgeroorlog
Jackson nam op 11 september 1861 dienst in het Confederate States Army  en werd benoemd tot majoor. Dankzij zijn jarenlange ervaring werd hij aangesteld als kwartiermeester in de staf van brigadegeneraal Felix Zollicoffer tot die sneuvelde tijdens de Slag bij Mill Springs op 19 januari 1862. Jackson werd naar Knoxville, Tennessee gestuurd en werd verantwoordelijk voor het uitbetalen van de soldij onder generaal-majoor Edmund Kirby Smith. Zijn eerste bevordering tot brigadegeneraal op 29 oktober 1862 werd geannuleerd. Op 9 februari 1863 werd hij alsnog gepromoveerd tot brigadegeneraal
In april 1863 kreeg Jackson het commando over een brigade in het Department of East Tennessee . Deze brigade zou voornamelijk ingezet worden in oostelijk Tennessee, oostelijk Kentucky, het zuidwesten van Virginia en het westen van North Carolina. Het bestond uit cavalerie en infanterie en was samengesteld uit onder andere Cherokee en het legioen van kolonel William Holland Thomas. 
Zijn brigade werd in mei 1863 voor een korte periode toegevoegd aan het Army of Tennessee. Het nam deel aan verschillende schermutselingen, het opsporen van deserteurs en voerde verschillende raids uit in oostelijk Kentucky en westelijk Virginia waar het Noordelijke sympathisanten aanviel en Bushwhackers ondersteunde. Uit rapporten van generaal Braxton Bragg, bevelhebber van het Army of Tennessee, bleek dat de discipline in Jacksons brigade niet altijd strikt in acht werd genomen.
Jacksons brigade keerde terug naar oostelijk Tennessee en werd ingezet tijdens de Knoxvilleveldtocht. Op 8 september 1863 namen ze 240 Noordelijke soldaten gevangen van het 100th Ohio Infantry Regiment tijdens de Slag bij Limestone Station. Hij dekte de aftocht van brigadegeneraal John Stuart Williams na de Zuidelijke nederlaag bij Blue Springs op 10 oktober 1863 en beschermde de winterkwartieren van luitenant-generaal James Longstreet die geprobeerd had om Knoxville te heroveren.
Tussen oktober 1863 en februari 1864 werd Jacksons brigade toegevoegd aan de divisie van generaal-majoor Robert Ransom jr.. In februari en maart 1864 werd het gedetacheerd naar brigadegeneraal Bushrod R. Johnsons divisie en tussen april en mei 1864 diende de brigade onder generaal-majoor Simon Bolivar Buckner. Vanaf 30 september 1864 werd de brigade ingezet om Saltville in Virginia te beschermen. Door een slechter wordende gezondheid nam Jackson vanaf 23 november 1864 lichte taken op in de staf van generaal-majoor John C. Breckinridge.

## Latere jaren
Na de oorlog kon Jackson nauwelijks rondkomen. Hij huurde een stuk grond in Washington County die hij eigenhandig bewerkte. Hij kreeg op 16 november 1865 amnestie van president Andrew Johnson omdat Jackson zijn familie had geholpen in oostelijk Tennessee tijdens de oorlog. Dankzij deze amnestie kon hij beetje bij beetje zijn eigendom terugkopen in Jonesborough, Tennessee. Jackson overleed op 30 oktober 1889 in Jonesborough en werd er ook begraven.